# Andréi Volokitin
Andréi Aleksándrovich Volokitin (Андрей Александрович Волокитин), (Leópolis, Ucrania, 18 de junio de 1986) es un Gran Maestro Internacional de ajedrez ucraniano.
Ganó el mundial sub-12 en 1998.
Alcanzó el título de Gran Maestro Internacional en 2001, cuando sólo tenía 15 años. Su maestro fue Vladimir Grabinsky con quien es coautor del libro "Perfect your chess" (2007).
Su elo máximo en esta época es de 2685, logrado en enero de 2005. En abril de 2007, en la lista de la FIDE, ocupa el puesto 53.º del mundo con un Elo de 2654 y número 6 de Ucrania.
En el año 2004 ganó el 73.er Campeonato de Ucrania de ajedrez y entró en los 100 primeros del mundo, según la lista de la FIDE.
En 2005 ganó junto con Borís Gélfand el 38.ª Festival Internacional de ajedrez en Biel, Suiza, del 17al 27 de julio. Participaron 6 ajedrecistas a liga, doble ronda. Siendo 3º Yannick Pelletier, 4º. Hikaru Nakamura, 5º.Christian Bauer y 6º.Carlsen.
En 2006 quedó cuarto en el 39.º Festival Internacional de ajedrez en Biel, Suiza, del 22 de julio al 4 de agosto, con 6 ajedrecistas a liga de doble ronda.
La clasificación final en Biel 2006 fue la siguiente:
| Posición | Participantes        | Puntos |
| -------- | -------------------- | ------ |
| 1        | Aleksandr Morozévich | 7.5    |
| 2        | Magnus Carlsen       | 6      |
| 3        | Teymur Rəcəbov       | 6      |
| 4        | Andréi Volokitin     | 4      |
| 5        | Yannick Pelletier    | 4      |
| 6        | Lázaro Bruzón        | 2.5    |

## Actuaciones y torneos en España
Desde el año 2004 hasta el año 2012 ha jugado frecuentemente en España, y también ha estado de vacaciones en la costa valenciana.
En octubre de 2004 la selección Ucraniana ganó la olimpiada de ajedrez en Mallorca, con una actuación de 8,5/12 y una performance de 2771. Andrei considera que esta etapa de 2004 - 2005 fue el mejor momento de su carrera ajedrecística, alcanzando el vigésimo puesto en la lista de ELO FIDE. También en este periodo se proclamó mejor sub-18 del mundo en Lausanne derrotando a a Hikaru Nakamura en una loca partida con Dh5 como segunda jugada. 
Desde el año 2005 y en los años siguientes jugó el campeonato de España con tiendas UPI, torneos en Madrid con el club de ajedrez Blanco y Negro, en Ciudad Real, León y Barcelona. En 2005 jugó las semifinales del campeonato de España para tiendas UPI en Mérida. No pasaron a la siguiente fase a pesar de ser el campeón en ese momento y el equipo favorito con Ivanchuk, Sokolov, Volokitin, Eljanov e Illescas como jugadores más destacados.
La victoria más destacada en España tuvo lugar en el torneo de San Sebastián de enero de 2012, en la que partía como undécimo cabeza de serie con diez jugadores por encima de 2700. En el año 2013 alcanzó el ELO máximo en su carrera profesional, con 2725 puntos.